# Championnat d'Écosse de football de troisième division 2013-2014
Navigation
Édition précédente Édition suivante
Le Championnat d'Écosse de football de D3 2013-2014 (ou Scottish League One depuis la réforme du football écossais de 2013) est la 38e édition du Championnat d'Écosse de football D3.
Cette épreuve regroupe 10 équipes qui s'affrontent quatre fois, soit un total de 36 journées. Le champion est directement promu en Scottish Championship et les trois équipes suivantes au classement participent aux barrages de promotion/relégation en compagnie de l'avant-dernier du classement de division supérieure. À l'inverse, le dernier du classement est relégué en Scottish League Two et l'avant-dernier dispute les barrages de promotion/relégation contre les équipes classées 2e, 3e et 4e de division inférieure.

## Les clubs participant à l’édition 2013-2014
| Club                          | Ville         | Classement 2012-2013 | Stade             | Capacité |
| ----------------------------- | ------------- | -------------------- | ----------------- | -------- |
| Dunfermline Athletic          | Dunfermline   | 9 (FD)               | East End Park     | 11 480   |
| Airdrieonians Football Club   | Airdrie       | 10 (FD)              | Excelsior Stadium | 10 170   |
| Brechin City Football Club    | Brechin       | 3                    | Glebe Park        | 3 960    |
| Forfar Athletic Football Club | Forfar        | 4                    | Station Park      | 6 777    |
| Arbroath Football Club        | Arbroath      | 5                    | Gayfield Park     | 6 600    |
| Stenhousemuir Football Club   | Stenhousemuir | 6                    | Ochilview Park    | 3 746    |
| Ayr United Football Club      | Ayr           | 7                    | Somerset Park     | 10 185   |
| Stranraer Football Club       | Stranraer     | 8                    | Stair Park        | 2 988    |
| East Fife Football Club       | Methil        | 9                    | Bayview Stadium   | 1 980    |
| Rangers Football Club         | Glasgow       | 1 (TD)               | Ibrox Stadium     | 50 987   |

## Classement
Le classement est établi sur le barème de points classique (victoire à 3 points, match nul à 1, défaite à 0). Les clubs à égalité en nombre de points sont départagés en fonction des critères suivants :
1. Plus grande différence de buts générale
2. Plus grand nombre de buts marqués
3. Confrontations directes entre les équipes : a. points terrain ; b. différence de buts particulière ; c. nombre de buts inscrits
4. Dans le cas où l'égalité persiste et où une place de promotion/relégation est en jeu, les équipes se départagent lors d'un match d'appui sur terrain neutre ; sinon (place ne présentant aucun enjeu), elles sont déclarées ex æquo

| Rang | Équipe               | Pts | J  | G  | N  | P  | Bp  | Bc | Diff |
| ---- | -------------------- | --- | -- | -- | -- | -- | --- | -- | ---- |
| 1    | Glasgow Rangers P    | 102 | 36 | 33 | 3  | 0  | 106 | 18 | +88  |
| 2    | Dunfermline Athletic | 63  | 36 | 19 | 6  | 11 | 68  | 54 | +14  |
| 3    | Stranraer            | 51  | 36 | 14 | 9  | 13 | 57  | 57 | 0    |
| 4    | Ayr United           | 49  | 36 | 14 | 7  | 15 | 65  | 66 | -1   |
| 5    | Stenhousemuir        | 48  | 36 | 12 | 12 | 12 | 57  | 66 | -9   |
| 6    | Airdrieonians        | 45  | 36 | 12 | 9  | 15 | 47  | 57 | -10  |
| 7    | Forfar Athletic      | 43  | 36 | 12 | 7  | 17 | 55  | 62 | -7   |
| 8    | Brechin City         | 42  | 36 | 12 | 6  | 18 | 57  | 71 | -14  |
| 9    | East Fife            | 32  | 36 | 9  | 5  | 22 | 31  | 69 | -38  |
| 10   | Arbroath             | 31  | 36 | 9  | 4  | 23 | 52  | 75 | -23  |

Promotions
- Promotion en Scottish Championship
- Qualification pour les barrages de promotion

Relégations
- Relégation en Scottish League Two
- Barrages de relégation

Abréviations
- P : Promu de Scottish Third Division 2012-2013
- R : Relégués de Scottish First Division 2012-2013

### Barrages de promotion/relégation
Les équipes classées deuxième, troisième et quatrième participent aux barrages. Si une de ces équipes remporte cette compétition prenant la forme d'une coupe en matches aller-retour, elle accède à la division supérieure.
La quatrième équipe participante est l'équipe ayant terminée à l'avant-dernière place de la division supérieure. Si cette équipe remporte la compétition, elle se maintient dans sa division. Dans le cas contraire, elle est reléguée.

#### Demi-finales aller
|  | Ayr United | 1 - 2 | Cowdenbeath |  |  |
|  |            |       |             |  |  |

|  | Stranraer | 2 - 1 | Dunfermline Athletic |  |  |
|  |           |       |                      |  |  |

#### Demi-finales retour
|  | Cowdenbeath | 3 - 1 | Ayr United |  |  |
|  |             |       |            |  |  |

Score cumulé : Cowdenbeath 5 - 2 Ayr United
|  | Dunfermline Athletic | 3 - 0 | Stranraer |  |  |
|  |                      |       |           |  |  |

Score cumulé : Dunfermline Athletic 4 - 2 Stranraer

#### Finale aller
|  | Cowdenbeath | 1 - 1 | Dunfermline Athletic |  |  |
|  |             |       |                      |  |  |

#### Finale retour
|  | Dunfermline Athletic | 0 - 3 | Cowdenbeath |  |  |
|  |                      |       |             |  |  |

Score cumulé : Cowdenbeath 4 - 1 Dunfermline Athletic
Cowdenbeath se maintient en Second Division.

## Meilleurs buteurs

### Classement des buteurs
Au 14 décembre 2013.
| Rang | Buteur          | Club                | Buts |
| ---- | --------------- | ------------------- | ---- |
| 1    | Jon Daly        | Rangers             | 14   |
| 1    | Michael Moffat  | Ayr United          | 14   |
| 3    | Jamie Longworth | Stranraer           | 11   |
| 4    | Lee McCulloch   | Rangers             | 10   |
| 5    | Alan Cook       | Arbroath            | 9    |
| 6    | Lee Erwin       | Arbroath            | 8    |
| 6    | John Gemmell    | Stenhousemuir       | 8    |
| 6    | Ryan Wallace    | Dufermline Athletic | 8    |
| 9    | Nicky Clark     | Rangers             | 7    |
| 9    | Martin Grehan   | Stranraer           | 7    |